# Hiroyuki Dobashi
Hiroyuki Dobashi (født 27. november 1977) er en tidligere japansk fodboldspiller.
Han har spillet for flere forskellige klubber i sin karriere, herunder Ventforet Kofu.